# 壬生 (壬生町)
壬生（みぶ）は栃木県下都賀郡壬生町の地名。住所表記上は壬生甲・壬生乙・壬生丙・壬生丁の4つに分かれる。郵便番号は壬生甲が321-0214、壬生乙が321-0215、壬生丙が設定なし、壬生丁が321-0216（いずれも壬生郵便局管区）。

## 地理
壬生町東部から南部にかけての一区域。東は大字藤井および下野市下長田・上台、南は栃木市大塚町・柳原町・惣社町・大光寺町、東は大字下稲葉および栃木市都賀町家中、北は大字上稲葉・大字福和田・大字国谷・落合一丁目・至宝一丁目・至宝二丁目・至宝三丁目・いずみ町・幸町一丁目・幸町三丁目・幸町四丁目・おもちゃのまち一丁目・おもちゃのまち三丁目・おもちゃのまち五丁目・大字安塚と接し、内部に表町・元町・駅東町・中央町・通町・大師町・本丸一丁目・本丸二丁目を含む。
もとの大字壬生は壬生町役場を含む壬生市街地の全域を含んでいたが、住居表示により市街地地域は別町名として分立し現在に至っている。

### 河川
- 思川、黒川

## 歴史
壬生は城下町・宿場町として以外に思川による水運で発展した街で、河岸が設置され水上輸送の拠点となっていた。1885年に日本鉄道（現在のJR東北本線）の開通により長距離輸送の需要は鉄道に奪われ水上輸送は衰退したが、東武宇都宮線の開通と壬生駅・国谷駅の開業で壬生は活気を取り戻し、役場周辺の市街地は宅地として発展することとなった。

### 沿革
- 1889年（明治22年）4月1日 - 町村制施行により壬生町・藤井村が合併し下都賀郡壬生町大字壬生となる。
- 1984年（昭和59年）7月1日 - 住居表示実施のため大字壬生の一部が表町・元町・駅東町・中央町・通町・大師町・本丸一丁目・本丸二丁目となる[2]。

## 小・中学校の学区
町立小・中学校に通う場合の学区は以下の通りとなる。
| 字・区域 | 字・区域 | 小学校               | 中学校               |
| -------- | --- | -------------------- | -------------------- |
| 大字壬生 | 下表町、中表町、下横町、今井、上表町、東下台、城東町、舟町、栄町、仲通町、上通町、三好町、旭町、万町、上新町、下馬木、西高野、城内、城南、星の宮、車塚、下台団地、駅東、県営壬生住宅、釜ケ渕 | 壬生町立壬生小学校   | 壬生町立壬生中学校   |
| 大字壬生 | （通学調整区域）下表町、中表町、東下台、旭町、星の宮、下台団地、駅東、県営壬生住宅 | 壬生町立藤井小学校   | 壬生町立壬生中学校   |
| 大字壬生 | 六美町北部 | 壬生町立睦小学校     | 壬生町立南犬飼中学校 |
| 大字壬生 | ひばりヶ丘、六美町南部、六美町中央 | 壬生町立壬生東小学校 | 壬生町立壬生中学校   |

## 交通

### 鉄道
- 東武宇都宮線
  - 壬生駅（駅東町地内） - 国谷駅

### 道路
- 国道352号（日光西街道・壬生通り）
- 栃木県道2号宇都宮栃木線（栃木街道・壬生バイパス・惣社今井バイパス））
- 栃木県道18号小山壬生線（日光西街道・壬生通り）
- 栃木県道172号上田壬生線
- 栃木県道183号下野壬生線
- 栃木県道301号国谷停車場線：国谷駅側が壬生甲にの所属。

## 主な施設・観光
- 壬生町総合運動場（壬生甲）
- 壬生町保健福祉センター（壬生甲）
- 壬生町立壬生中学校（壬生甲）
- 壬生町立睦小学校（壬生丁）
- 東雲公園（壬生甲）
- 石橋地区消防組合壬生分署（壬生甲）
- 愛宕塚古墳（壬生甲）
- 牛塚古墳（壬生甲）
- 車塚古墳（壬生甲）